# Liderzy Estońskiej Socjalistycznej Republiki Radzieckiej

## Chronologiczna lista

### Przewodniczący i Szef rządu
| # | Imię i Nazwisko         | Portret | Kadencja          | Kadencja         | Partia polityczna | Partia polityczna |
| # | Imię i Nazwisko         | Portret | Od                | Do               | Partia polityczna | Partia polityczna |
| - | ----------------------- | ------- | ----------------- | ---------------- | ----------------- | ----------------- |
| 1 | Jaan Anvelt (1884–1937) |         | 29 listopada 1918 | 18 stycznia 1919 |                   | RKP(b)            |

## Estońska SRR
W latach 1940–1990 urząd głowy państwa pełnił organ kolegialny, jego przewodniczący pełnił jedynie m.in. funkcje reprezentacyjne i protokolarne.

## Legenda
- tymczasowo

| #  | Imię i Nazwisko                | Portret | Kadencja             | Kadencja             | Partia polityczna | Partia polityczna |
| #  | Imię i Nazwisko                | Portret | Od                   | Do                   | Partia polityczna | Partia polityczna |
| -- | ------------------------------ | ------- | -------------------- | -------------------- | ----------------- | ----------------- |
| 1  | Johannes Vares (1890–1946)     |         | 25 sierpnia 1940     | 29 listopada 1946    |                   | EKP               |
| −  | Nigol Andresen (1899–1985)     |         | 29 listopada 1946    | 5 marca 1947         |                   | EKP               |
| 2  | Eduard Päll (1903–1989)        |         | 5 marca 1947         | 4 lipca 1950         |                   | EKP               |
| 3  | August Jakobson (1904–1963)    |         | 4 lipca 1950         | 4 lutego 1958        |                   | EKP               |
| 4  | Johan Eichfeld (1893–1989)     |         | 4 lutego 1958        | 12 października 1961 |                   | EKP               |
| 5  | Aleksei Müürisepp (1902–1970)  |         | 12 października 1961 | 7 października 1970  |                   | EKP               |
| −  | Aleksander Ansberg (1909–1975) |         | 7 października 1970  | 22 grudnia 1970      |                   | EKP               |
| 6  | Artur Vader (1920–1978)        |         | 22 grudnia 1970      | 25 maja 1978         |                   | EKP               |
| −  | Meta Vannas (1924–2002)        |         | 25 maja 1978         | 26 lipca 1978        |                   | EKP               |
| 7  | Johannes Käbin (1905–1999)     |         | 26 lipca 1978        | 8 kwietnia 1983      |                   | EKP               |
| 11 | Arnold Rüütel (ur. 1928)       |         | 8 kwietnia 1983      | 28 marca 1990        |                   | EKP               |

### I Sekretarz Komitetu Centralnego Komunistycznej Partii Estonii
| # | Imię i Nazwisko              | Portret | Kadencja         | Kadencja        |
| # | Imię i Nazwisko              | Portret | Od               | Do              |
| - | ---------------------------- | ------- | ---------------- | --------------- |
| 1 | Karl Säre (1903–1945)        |         | 28 sierpnia 1940 | 3 września 1941 |
| 2 | Nikolai Karotamm (1901–1969) |         | 3 września 1941  | 26 marca 1950   |
| 3 | Johannes Käbin (1905–1999)   |         | 26 marca 1950    | 26 lipca 1978   |
| 4 | Karl Vaino (1923-2022)       |         | 26 lipca 1978    | 16 czerwca 1988 |
| 5 | Vaino Väljas (1931-2024)     |         | 16 czerwca 1988  | 23 marca 1990   |

## Legenda
- tymczasowo

| #                                      | Imię i Nazwisko                | Portret | Kadencja             | Kadencja             | Partia polityczna | Partia polityczna |
| #                                      | Imię i Nazwisko                | Portret | Od                   | Do                   | Partia polityczna | Partia polityczna |
| -------------------------------------- | ------------------------------ | ------- | -------------------- | -------------------- | ----------------- | ----------------- |
| 1                                      | Johannes Lauristin (1899–1941) |         | 25 sierpnia 1940     | 28 sierpnia 1941     |                   | EKP               |
| Wakat 28 sierpnia 1941-17 czerwca 1942 |                                |         |                      |                      |                   |                   |
| −                                      | Oskar Sepre (1900–1965)        |         | 17 czerwca 1942      | 28 września 1944     |                   | EKP               |
| 2                                      | Arnold Veimer (1903–1977)      |         | 28 września 1944     | 25 marca 1951        |                   | EKP               |
| 3                                      | Aleksei Müürisepp (1902–1970)  |         | 25 marca 1951        | 12 października 1961 |                   | EKP               |
| 4                                      | Valter Klauson (1914–1988)     |         | 12 października 1961 | 18 stycznia 1984     |                   | EKP               |
| 5                                      | Bruno Saul (1930-2022)         |         | 18 stycznia 1984     | 16 listopada 1988    |                   | EKP               |
| 6                                      | Indrek Toome (ur. 1943)        |         | 16 listopada 1988    | 3 kwietnia 1990      |                   | EKP               |